# Mirna Henríquez
Mirna Carolina Henríquez Hernández (ur. 17 sierpnia 1980) – wenezuelska zapaśniczka. Zajęła jedenaste miejsce na mistrzostwach świata w 2008. Trzykrotna medalistka mistrzostw panamerykańskich, złoto w 2005. Brązowy medal na igrzyskach Am.Płd w 2010. Pierwsza na igrzyskach boliwaryjskich w 2009 i druga w 2005. Czwarta w Pucharze Świata w 2005 roku.